# Ben & Arthur
Ben & Arthur ist ein US-amerikanisches Filmdrama von Sam Mraovich aus dem Jahr 2002.

## Handlung
Ben und Arthur sind seit drei Jahren ein Paar und wollen auf Hawaii heiraten, doch kippt Hawaii kurzfristig das Gesetz, das eine Eheschließung Homosexueller erlaubt. Zudem gesteht Ben Arthur, dass er seit fast fünf Jahren mit Tammy Sheets verheiratet ist, die noch nicht weiß, dass er eigentlich Männer liebt. Er will sich nun zunächst von seiner Ehefrau scheiden lassen. Tammy ist empört, dass ihr Mann homosexuell ist.
Ben und Arthur arbeiten in einem Restaurant, kündigen ihre Arbeit jedoch. Arthur versucht vergeblich, Arbeit zu finden, hat er doch keinen Collegeabschluss. Er beschließt, das College zu besuchen. Geld will er sich von seinem religiösen Bruder Victor leihen. Dieser glaubt, dass Arthur von Dämonen besessen und nur deswegen homosexuell ist. Wenig später erhält Arthur einen anonymen Drohbrief, der ihn vor einer Heirat mit Ben warnt. Die Anwältin von Ben und Arthur rät beiden, in Vermont zu heiraten. Da es möglich ist, dass die Partnerschaft in Kalifornien nicht anerkannt wird, sollen beide anschließend ihre Ehe vor dem Supreme Court durchsetzen. Ben und Arthur heiraten in Vermont. Victor versucht vergeblich, Arthur zu erreichen und von der Heirat abzuhalten. Er schaltet schließlich den Privatdetektiv Justin Abraham ein, um mehr über Arthur herauszufinden.
Justin bringt Victor zwei Tage später die Information über das Paar. Außer sich erschießt Victor die Anwältin der beiden in einer Tiefgarage. Er versucht Arthur mit einem „Heilwasser“ zu bekehren; Tammy geht unterdessen mit einer Pistole auf Ben los und will die Scheidung rückgängig machen. Ben entwendet ihr die Pistole und wirft Tammy aus der Wohnung. Victor wird wegen Arthurs Homosexualität aus seiner Kirchgemeinde ausgeschlossen, was ihn verzweifeln lässt. Er entschließt sich, Arthur umzubringen, und wird in dem Plan vom Priester der Gemeinde, Vater Rabin, unterstützt, der ihm einen Killer besorgt.
Bei einem ersten Überfall in Ben und Arthurs Wohnung wird Ben von Victor angeschossen, überlebt jedoch. Arthur gelingt es, Victors Handy zu verwanzen. So hört er die Mordpläne zwischen Victor und Vater Rabin mit. Kurz darauf überwältigt er Vater Rabin, betäubt ihn, übergießt ihn mit Benzin und zündet ihn an.
Ben wird aus dem Krankenhaus entlassen. Victor erscheint in Ben und Arthurs Wohnung und erschießt Ben. Er betäubt Arthur und zwingt ihn schließlich dazu, sich in der Dusche von ihm christlich taufen zu lassen. Arthur gelingt es, Tammys Pistole an sich zu nehmen und auf Victor zu schießen. Dieser schießt mehrfach auf Arthur, bevor Arthur ihn mit einem Kopfschuss tötet und kurze Zeit später seinen eigenen Verletzungen erliegt.

## Produktion

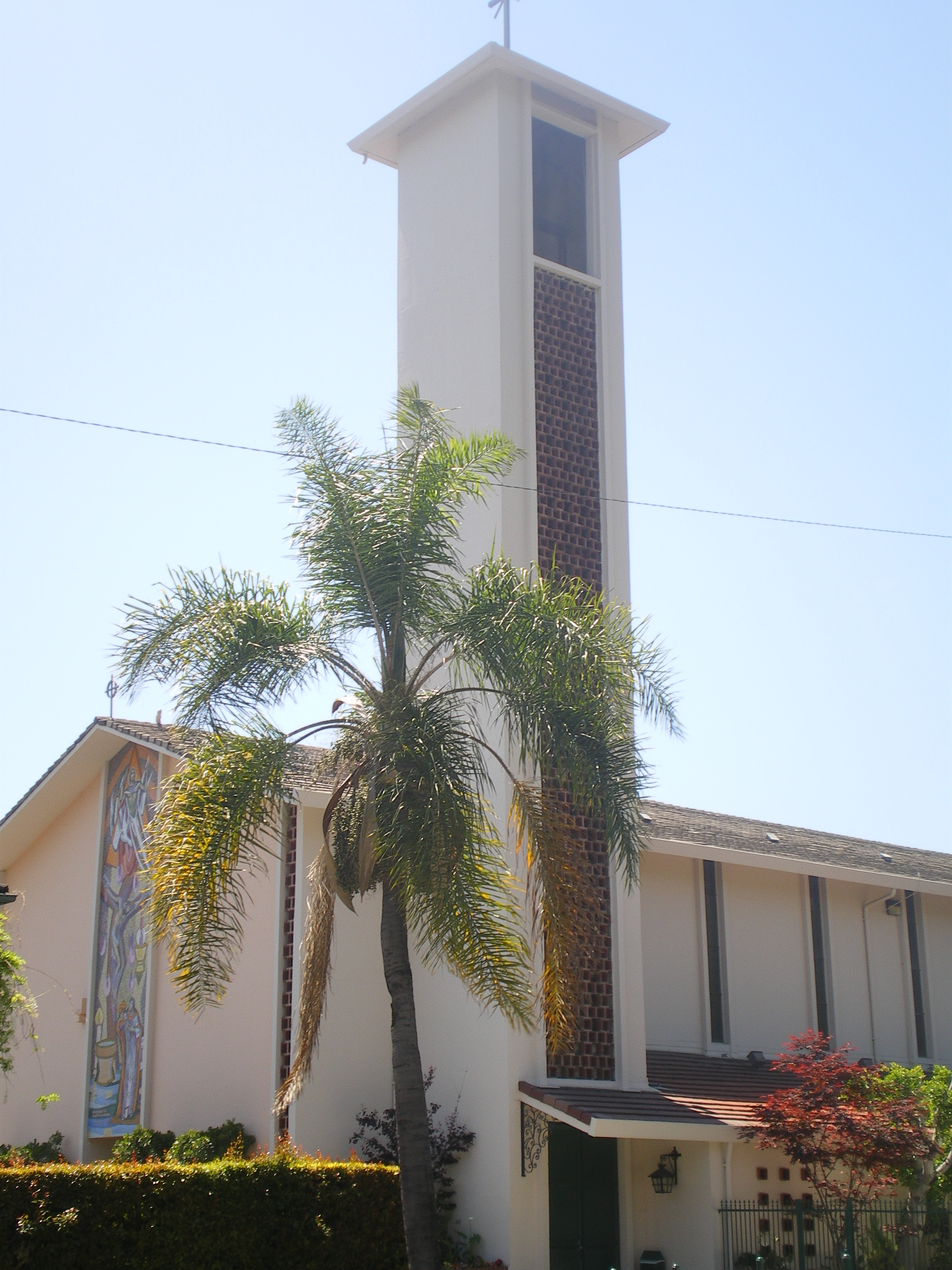
St. Victor Catholic Church, ein Drehort des Films

Ben & Arthur wurde in Hollywood, Los Angeles, gedreht. Zu sehen ist unter anderem die Saint Victor Catholic Church in West Hollywood, die als Kulisse für die Szenen um Vater Rabin diente. Die Rolle des homophoben Victor übernahm Michael Haboush, in Wirklichkeit ein offen homosexuell lebender ehemaliger Pornodarsteller, was zu Kontroversen führte.
Als Kamera kam laut Abspann ein Sony VX2000-Camcorder zum Einsatz. Die Titelmelodie des Films ist Scott Joplins The Entertainer; während des Abspanns ist Johann Pachelbels Kanon und Gigue in D-Dur zu hören.
Ben & Arthur lief am 9. September 2002 in einigen US-amerikanischen Kinos an und erschien Anfang 2003 offiziell im Kino. Im April 2004 wurde der Film in den USA auf DVD veröffentlicht. Mit ca. 40.000 Dollar Einnahmen wurde der Film ein finanzieller Misserfolg.

## Kritik
Rotten Tomatoes nahm Ben & Arthur in ihre Liste der 25 Filme auf, die so schlecht seien, dass man sie auf keinen Fall verpassen sollte, und befand, dass Regisseur Mraovich den Film genauso gut mit einer Handykamera und Gesamtkosten von 5,67 Dollar hätte drehen können. queerty.com nannte den Film 2009 den schlechtesten Film mit homosexuellem Inhalt aller Zeiten. Der Film sei ein „Durcheinander, das jedes Werk von Ed Wood unterbiete“, befand Outcome.